# Разинский сельский округ
Ра́зинский се́льский окру́г (каз. Разин ауылдық округі) — административная единица в составе Шемонаихинского района Восточно-Казахстанской области Казахстана. Административным центром сельского округа является село Красная Шемонаиха.

## География
Согласно решению Шемонаихинского районного маслихата Восточно-Казахстанской области от 11 февраля 2022 года № 15/15-VII «Об утверждении Плана по управлению пастбищами и их использованию по Разинскому сельскому округу Шемонаихинского района на 2022-2023 годы» — общая площадь Разинского сельского округа составляет 27436 га; в том числе: земли сельскохозяйственного назначения — 23330 га, земли населенных пунктов — 2590 га, земли промышленности, транспорта, связи, для нужд космической деятельности, обороны, национальной безопасности и иного несельскохозяйственного назначения — 329 га, земли водного фонда — 85 га, земли запаса — 1102 га. Гидрография сельского округа представлена притоками Убы — Берёзовка, Спасская, Средняя, Медведиха 1-я, Медведиха 2-я, Шемонаиха, Шильчиха и др.

## История
По состоянию на 1989 год — Разинский сельсовет (сёла Красная Шемонаиха, Белый Камень, Медведка, разъезд Казахстан).
Постановлением Восточно-Казахстанского областного акимата от 04 июля 2014 года № 178 и решением Восточно-Казахстанского областного маслихата от 09 июля 2014 года № 20/258-V «О внесении изменений в административно-территориальное устройство Шемонаихинского района Восточно-Казахстанской области» — разъезд «Казахстанский» был отнесён к категориям иных поселений и исключён из учётных данных; поселение упразднённого населённого пункта вошло в состав села Красная Шемонаиха.

## Население
| Численность населения | Численность населения | Численность населения |
| 1989                  | 1999                  | 2009                  |
| --------------------- | --------------------- | --------------------- |
| 1791                  | ↘1654                 | ↘1553                 |

## Состав
| № | Населённый пункт  | Тип населённого пункта       | КАТО      | Географические координаты       | Население, 2009 г. |
| - | ----------------- | ---------------------------- | --------- | ------------------------------- | ------------------ |
| 1 | Белый Камень      | село                         | 636849200 | 50°25′14″ с. ш. 81°34′50″ в. д. | ↘289               |
| 2 | Казахстанский     | разъезд, упразднён           | 636849109 | 50°26′34″ с. ш. 81°32′44″ в. д. | ↘12                |
| 3 | Красная Шемонаиха | село, административный центр | 636849100 | 50°24′18″ с. ш. 81°33′00″ в. д. | ↘752               |
| 4 | Медведка          | село                         | 636849400 | 50°24′06″ с. ш. 82°02′07″ в. д. | ↘500               |